# Associazione Calcio Robur Siena 1904 2022-2023
Questa voce raccoglie le informazioni riguardanti l'ACR Siena 1904 nelle competizioni ufficiali della stagione 2022-2023.

## Rosa
Dal sito ufficiale del club.
| N. |                    | Ruolo | Calciatore            |
| -- | ------------------ | ----- | --------------------- |
| 1  | Italia (bandiera)  | P     | Ivan Lanni (capitano) |
| 2  | Italia (bandiera)  | D     | Alessandro Raimo      |
| 3  | Italia (bandiera)  | D     | Alessandro Favalli    |
| 5  | Romania (bandiera) | D     | Ricardo Farcaş        |
| 6  | Italia (bandiera)  | D     | Davide Riccardi       |
| 7  | Italia (bandiera)  | C     | Francesco Disanto     |
| 8  | Italia (bandiera)  | C     | Davide Buglio         |
| 9  | Italia (bandiera)  | A     | Alberto Paloschi      |
| 10 | Italia (bandiera)  | A     | Niccolò Belloni       |
| 11 | Italia (bandiera)  | C     | Marco Frediani        |
| 12 | Italia (bandiera)  | P     | Filippo Porciatti     |
| 13 | Italia (bandiera)  | D     | Luca Crescenzi        |
| 14 | Italia (bandiera)  | C     | Marco Meli            |
| 15 | Italia (bandiera)  | C     | Riccardo Collodel     |
| 17 | Italia (bandiera)  | C     | Manuele Castorani     |

| N. |                     | Ruolo | Calciatore           |
| -- | ------------------- | ----- | -------------------- |
| 20 | Italia (bandiera)   | D     | Francesco Rizzitelli |
| 21 | Italia (bandiera)   | A     | Davide Arras         |
| 22 | Italia (bandiera)   | P     | Lorenzo Manni        |
| 23 | Italia (bandiera)   | C     | Tommaso Bianchi      |
| 27 | Italia (bandiera)   | D     | Tommaso Ciurli       |
| 28 | Italia (bandiera)   | D     | Luigi Silvestri      |
| 33 | Italia (bandiera)   | A     | Andrea De Paoli      |
| 55 | Italia (bandiera)   | C     | Giuseppe Leone       |
| 66 | Italia (bandiera)   | C     | Mirco De Santis      |
| 70 | Italia (bandiera)   | D     | Christian Mora       |
| 71 | Italia (bandiera)   | C     | Alberto Picchi       |
| 77 | Italia (bandiera)   | D     | Damiano Franco       |
| 46 | Moldavia (bandiera) | D     | Andrei Moțoc         |
| 96 | Italia (bandiera)   | A     | Francesco Orlando    |

## Calciomercato

### Sessione estiva(dal 1/7 all'1/9)
| Acquisti | Acquisti | Acquisti | Acquisti |
| R.       | Nome     | da       | Modalità |
| -------- | -------- | -------- | -------- |

| Cessioni | Cessioni | Cessioni | Cessioni |
| R.       | Nome     | a        | Modalità |
| -------- | -------- | -------- | -------- |

### Sessione invernale(dal 1/1 al 31/1)
| Acquisti | Acquisti          | Acquisti              | Acquisti |
| R.       | Nome              | da                    | Modalità |
| -------- | ----------------- | --------------------- | -------- |
| D        | Tommaso Ciurli    | San Donato Tavarnelle | prestito |
| D        | Andrei Moțoc      | Salernitana           | prestito |
| A        | Francesco Orlando | Salernitana           | prestito |

| Cessioni | Cessioni        | Cessioni              | Cessioni   |
| R.       | Nome            | a                     | Modalità   |
| -------- | --------------- | --------------------- | ---------- |
| D        | Ricardo Farcaş  |                       | svincolato |
| C        | Tommaso Bianchi | San Donato Tavarnelle | definitivo |

## Risultati

### Serie C

#### Girone di andata
| Arbitro: | Cherchi (Carbonia) |

|                |           |           |
| Di Massimo 57’ | Marcatori | 66’ Arras |

| Arbitro: | Di Marco (Ciampino) |

|             |           |  |
| Disanto 52’ | Marcatori |  |

| Arbitro: | Baratta (Rossano) |

|  |           |                                          |
|  | Marcatori | 6’, 44’ Buglio 33’ Paloschi 66’ De Paoli |

| Arbitro: | Ubaldi (Roma 1) |

|              |           |  |
| Paloschi 30’ | Marcatori |  |

| Olbia 24 settembre 2022, ore 17:30 CEST 5ª giornata | Olbia                   | 0 – 0 referto | Siena | Stadio Bruno Nespoli (800 spett.)\| Arbitro: \| Arena (Torre del Greco) \| |
| Arbitro:                                            | Arena (Torre del Greco) |               |       |                                                                            |

| Arbitro: | Madonia (Palermo) |

|  |           |                        |
|  | Marcatori | 9’ (rig.), 52’ Disanto |

| Siena 10 ottobre 2022, ore 20:30 CEST 7ª giornata | Siena              | 0 – 0 referto | Cesena | Stadio Artemio Franchi (3 041 spett.)\| Arbitro: \| Monaldi (Macerata) \| |
| Arbitro:                                          | Monaldi (Macerata) |               |        |                                                                           |

| Arbitro: | Giaccaglia (Jesi) |

|                        |           |  |
| Liviero 44’ Ruocco 50’ | Marcatori |  |

| Siena 19 ottobre 2022, ore 20:30 CEST 9ª giornata | Siena          | 0 – 0 referto | Rimini | Stadio Artemio Franchi (2 742 spett.)\| Arbitro: \| Saia (Palermo) \| |
| Arbitro:                                          | Saia (Palermo) |               |        |                                                                       |

| Arbitro: | Centi (Terni) |

|                        |           |              |
| Ventola 62’ Sbaffo 68’ | Marcatori | 22’ Paloschi |

| Arbitro: | Diop (Treviglio) |

|                                    |           |  |
| Disanto 5’, 72’ (rig.) Belloni 81’ | Marcatori |  |

| Arbitro: | Sfira (Pordenone) |

|  |           |                           |
|  | Marcatori | 48’ Paloschi 61’ Riccardi |

| Arbitro: | Pascarella (Nocera Inferiore) |

|  |           |                |
|  | Marcatori | 57’ Bruzzaniti |

| Arbitro: | Kumara (Verona) |

|  |           |              |
|  | Marcatori | 56’ Paloschi |

| Siena 26 novembre 2022, ore 17:30 CET 15ª giornata | Siena            | 0 – 0 referto | Carrarese | Stadio Artemio Franchi (2 682 spett.)\| Arbitro: \| Galipò (Firenze) \| |
| Arbitro:                                           | Galipò (Firenze) |               |           |                                                                         |

| Arbitro: | Taricone (Perugia) |

|                          |           |                                            |
| Belloni 78’ Frediani 80’ | Marcatori | 23’ Giandonato 73’ Spedalieri 90’ Graziano |

| Arbitro: | Di Marco (Ciampino) |

|                         |           |  |
| Vázquez 45’ Toscano 85’ | Marcatori |  |

| Arbitro: | Virgilio (Trapani) |

|              |           |                 |
| Paloschi 86’ | Marcatori | 10’ Mastroianni |

| Arbitro: | Arena (Torre del Greco) |

|            |           |                         |
| Merkaj 35’ | Marcatori | 9’ Frediani 83’ Favalli |

#### Girone di ritorno
| Siena 23 dicembre 2022, ore 17:30 CET 20ª giornata | Siena                  | 0 – 0 referto | Ancona | Stadio Artemio Franchi (2 456 spett.)\| Arbitro: \| Delrio (Reggio Emilia) \| |
| Arbitro:                                           | Delrio (Reggio Emilia) |               |        |                                                                               |

| Arbitro: | Giordano (Novara) |

|                                                    |           |  |
| Muroni 33’ Pellegrini 45+1’ Kabashi 70’ Lanini 81’ | Marcatori |  |

| Arbitro: | Sfira (Pordenone) |

|              |           |  |
| Paloschi 24’ | Marcatori |  |

| Arbitro: | Marotta (Sapri) |

|              |           |                        |
| Giordani 69’ | Marcatori | 1’ Paloschi 15’ Buglio |

| Arbitro: | D'Eusanio (Faenza) |

|             |           |              |
| Paloschi 1’ | Marcatori | 55’ Brignani |

| Arbitro: | Cherchi (Carbonia) |

|              |           |                   |
| Paloschi 42’ | Marcatori | 90+5’ Marcandalli |

| Arbitro: | Carrione (Castellammare di Stabia) |

|                                                           |           |  |
| Silvestri 22’ Shpendi 34’ Raimo 61’ (aut.) Mustacchio 82’ | Marcatori |  |

| Arbitro: | Gemelli (Messina) |

|                                  |           |                           |
| Disanto 34’ Salvato 90+1’ (aut.) | Marcatori | 19’ Saporiti 75’ Scappini |

| Rimini 19 febbraio 2023, ore 14:30 CET 28ª giornata | Rimini          | 0 – 0 referto | Siena | Stadio Romeo Neri (2 600 spett.)\| Arbitro: \| Ubaldi (Roma 1) \| |
| Arbitro:                                            | Ubaldi (Roma 1) |               |       |                                                                   |

| Arbitro: | Gianquinto (Parma) |

|          |           |             |
| Meli 62’ | Marcatori | 77’ Carpani |

| Arbitro: | Di Cicco (Lanciano) |

|            |           |             |
| Gorelli 9’ | Marcatori | 60’ Disanto |

| Arbitro: | Di Francesco (Ostia Lido) |

|                                                 |           |  |
| Disanto 13’ Paloschi 35’ Collodel 50’ Raimo 88’ | Marcatori |  |

| Arbitro: | Iacobellis (Pisa) |

|                  |           |              |
| Tiritiello 90+2’ | Marcatori | 47’ Paloschi |

| Siena 18 marzo 2023, ore 14:30 CET 33ª giornata | Siena                      | 0 – 0 referto | Alessandria | Stadio Artemio Franchi (2 403 spett.)\| Arbitro: \| Catanoso (Reggio Calabria) \| |
| Arbitro:                                        | Catanoso (Reggio Calabria) |               |             |                                                                                   |

| Arbitro: | Frascaro (Firenze) |

|                               |           |  |
| Capello 10’, 69’ Bozhanaj 78’ | Marcatori |  |

| Arbitro: | Djurdjevic (Trieste) |

|                               |           |                       |
| Maggio 26’, 90+10’ Parodi 44’ | Marcatori | 90+4’ (rig.) Paloschi |

| Arbitro: | De Angeli (Milano) |

|                          |           |                       |
| Riccardi 24’ Disanto 90’ | Marcatori | 53’ Vázquez 74’ Bontà |

| Arbitro: | Ceriello (Chiari) |

|                 |           |            |
| Mastroianni 55’ | Marcatori | 2’ Belloni |

| Arbitro: | Ancora (Roma 1) |

|          |           |                            |
| Meli 61’ | Marcatori | 19’ Faggioli 55’ Tomaselli |

### Coppa Italia Serie C

#### Turni eliminatori
| Arbitro: | Cerbasi (Arezzo) |

|  |           |              |
|  | Marcatori | 118’ Aurelio |

## Statistiche

### Statistiche di squadra
| Competizione         | Punti   | In casa | In casa | In casa | In casa | In casa | In casa | In trasferta | In trasferta | In trasferta | In trasferta | In trasferta | In trasferta | Totale | Totale | Totale | Totale | Totale | Totale | D.R. |
| Competizione         | Punti   | G       | V       | N       | P       | Gf      | Gs      | G            | V            | N            | P            | Gf           | Gs           | G      | V      | N      | P      | Gf     | Gs     | D.R. |
| -------------------- | ------- | ------- | ------- | ------- | ------- | ------- | ------- | ------------ | ------------ | ------------ | ------------ | ------------ | ------------ | ------ | ------ | ------ | ------ | ------ | ------ | ---- |
| Serie C              | 44 (-6) | 19      | 5       | 11      | 3       | 21      | 14      | 19           | 6            | 6            | 7            | 19           | 26           | 38     | 11     | 17     | 10     | 40     | 40     | 0    |
| Coppa Italia Serie C | -       | 1       | 0       | 0       | 1       | 0       | 1       | 0            | 0            | 0            | 0            | 0            | 0            | 1      | 0      | 0      | 1      | 0      | 1      | -1   |
| Totale               | -       | 18      | 5       | 10      | 3       | 18      | 11      | 17           | 6            | 5            | 6            | 17           | 22           | 35     | 11     | 15     | 9      | 35     | 33     | +2   |

### Andamento in campionato
| Giornata  | 1 | 2 | 3 | 4 | 5 | 6 | 7 | 8 | 9 | 10 | 11 | 12 | 13 | 14 | 15 | 16 | 17 | 18 | 19 | 20 | 21 | 22 | 23 | 24 | 25 | 26 | 27 | 28 | 29 | 30 | 31 | 32 | 33 | 34 | 35 | 36 | 37 | 38 |
| --------- | - | - | - | - | - | - | - | - | - | -- | -- | -- | -- | -- | -- | -- | -- | -- | -- | -- | -- | -- | -- | -- | -- | -- | -- | -- | -- | -- | -- | -- | -- | -- | -- | -- | -- | -- |
| Luogo     | T | C | T | C | T | T | C | T | C | T  | C  | T  | C  | T  | C  | C  | T  | C  | T  | C  | T  | C  | T  | C  | C  | T  | C  | T  | C  | T  | C  | T  | C  | T  | T  | C  | T  | C  |
| Risultato | N | V | V | V | N | V | N | P | N | P  | V  | V  | P  | V  | N  | P  | P  | N  | V  | N  | P  | V  | V  | N  | N  | P  | N  | N  | N  | N  | V  | N  | N  | P  | P  | N  | N  | P  |
| Posizione | 8 | 5 | 2 | 2 | 3 | 1 | 1 | 4 | 6 | 8  | 5  | 5  | 6  | 5  | 5  | 8  | 9  | 11 | 10 | 10 | 11 | 7  | 7  | 6  | 6  | 7  | 8  | 8  | 7  | 8  | 7  | 7  | 8  | 8  | 8  | 8  | 9  | 11 |

Legenda:

Luogo: C = Casa; T = Trasferta. Risultato: V = Vittoria; N = Pareggio; P = Sconfitta.